# Rose Rovine E Amanti
Rose Rovine E Amanti – włoski projekt solowy Damiano Mercuri. Powstał w 2002 roku w Rzymie. Rose Rovine E Amanti prezentuje muzykę, którą usytuować można na przecięciu neofolku, muzyki poważnej i rocka. W muzyce RReA słychać m.in. gitary akustyczne i elektryczne, instrumenty klawiszowe, skrzypce i rozmaite dodatki elektroniczne. Twórczość RReA jest mocno osadzona w europejskiej tradycyji kulturowej i rzymskim katolicyzmie – zespół wziął m.in. udział w składance „VA Credo in unum Deum”, wydanej przez Josefa K. (Von Thronstahl) i właśnie Damiano Mercuri.
Damiano poza RReA jest nauczycielem muzyki oraz gra kompozycje muzyki poważnej.

## Dyskografia
- 2002 2002 Rose, Rovine e Amanti MCD
- 2003 Woyzeck
- 2001  Noi Vi Odiamo MCD
- 2004 Rituale Romanum
- 2006 Grain (Split z grupą Belborn)
- 2008 Demian